# Jean van Orléans (1874-1940)

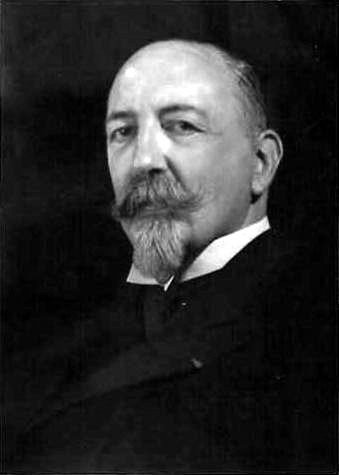
Jean van Orléans

Jean Pierre Clément Marie van Orléans, Duc de Guise (Parijs, 4 september 1874 – Larache (Marokko), 25 augustus 1940) was de zoon van Robert van Bourbon-Orléans (1840-1910), kleinzoon van Ferdinand Filips van Orléans en achterkleinzoon van Lodewijk Filips I, koning der Fransen. Zijn moeder was Françoise van Orléans, dochter van Frans van Orléans and Francisca Caroline van Portugal en Brazilië.
Na de dood van zijn neef Filips van Orléans, de orléantische en unionistische troonpretendent van Frankrijk volgde hij hem op. Deze aanspraak werd betwist door de Spaanse Bourbons.
In 1899 trouwde hij met zijn nicht Isabelle van Orléans. Zij was de jongere zus van Filips van Orléans. Ze verbleven in het Palazzo d'Orléans in Palermo, Sicilië.
Samen hadden ze vier kinderen:
- Isabelle, prinses van Orléans (1900-1983), eerst getrouwd in 1923 met Marie Hervé Jean Bruno (Comte d'Harcourt) (1899-1930) en daarna met Pierre Murat (Prince Murat) in 1934.
- Françoise, prinses van Orléans (1902-1953); getrouwd met Christoffel van Griekenland en Denemarken in 1929.
- Anne, prinses van Orléans (1906-1986). Zij trouwde in 1927 met Amadeus II van Aosta.
- Henri (1908-1999).